# Batwoman
Pour l’article homonyme, voir Batwoman (série télévisée) pour la série télévisée américaine de 2019.
Kathy Kane est un personnage de fiction créé par Bob Kane et Sheldon Moldoff dans Detective Comics #233 en 1956. Elle porte le costume de Batwoman.
L'incarnation moderne de Batwoman est Kate Kane, qui apparait pour la première fois pendant la semaine 7 de la maxi-série 52 (2006). Elle opère à Gotham City durant l'absence de Batman dû aux événements d'Infinite Crisis (2005). Cette Batwoman moderne est lesbienne, du fait des efforts de DC Comics à mettre plus de diversité dans leurs publications.

## Biographie fictive

### Kathy Kane
Kathy Kane endosse le costume de Batwoman pour combattre aux côtés de Batman mais ce dernier tente plutôt de la dissuader. Plus tard, elle fera équipe avec Betty Kane, sa nièce, qui porte, elle, le costume de Batgirl. Alors que Kathy tombe amoureuse de Batman, Betty n'a d'yeux que pour Robin (Dick Grayson).
Après le départ de Betty, Kathy fait équipe avec la nouvelle Batgirl, Barbara Gordon. Comme Batman se rapproche de plus en plus de Catwoman, Kathy Kane se retire du milieu des super-héros. Elle est laissée pour morte par Bronze Tiger, un membre de la Ligue des ombres, une équipe de super-vilains menée par Ra's al Ghul. 

### Kate Kane
Batwoman/Kate Kane apparait pendant l'année où Batman est parti de Gotham pour refaire un tour du monde après les évènements Infinite Crisis. Elle officie à Gotham et aide Renee Montoya et The Question dans leur enquête sur la religion du crime durant 52. La grande particularité de ce nouveau personnage est qu'elle est homosexuelle, elle est sortie avec Renee Montoya avant les évènements de 52, puis quelque temps durant ceux-ci. Dans Batwoman #17, Batwoman propose en marriage sa copine Maggie Sawyer.
On la revoit par la suite aider Renée Montoya devenue The Question et enquêtant toujours sur la religion du Crime durant la mini-série Crime Bible: Five Lessons of Blood. Puis, durant Final Crisis: Revelations et Final Crisis où on la voit contrôlée par l'équation Anti-Vie de Darkseid.
Elle obtient à la suite de la mini-série Batman: Battle for the Cowl la place de Batman dans le titre historique Detective Comics, du numéro 854 au 863, où elle possède des histoires dans lesquelles elle est le personnage central. Dans le premier arc, elle se trouve face à Alice, la nouvelle leader de la religion du crime. Dans le deuxième, elle se remémore son enfance et les évènements qui l'ont conduite à devenir Batwoman. Et dans le troisième et dernier arc, elle doit affronter the Cutter, un ancien ennemi de Batman qui a enlevé sa cousine Betty Kane, qui lui révèle qu'elle était Flamebird et qu'elle veut le redevenir. 
En 2011, elle apparait dans le numéro 4 du nouveau titre Batman : Batman Incorporated. Ce numéro révèle que Kathy Kane était la première Batwoman avant Kate.

## Description

### Physique
La version moderne de Batwoman est rousse apparaissant généralement avec les cheveux mi-long.

## Création du personnage
La Batwoman des origines apparaît durant l'âge d'argent. Elle apparaît pour la première fois dans Detective Comics #233 (Juillet 1956). Comme Batman, elle combattait le crime. Bob Kane expliqua qu'il s'est inspiré de sa femme pour dessiner Batwoman. Le fait qu'il l'ait appelée "Kathy Kane" confirme cette théorie. Toutefois, les "dessinateurs de l'ombre" de Kane, Sheldon Moldoff et Dick Sprang, qui travaillèrent sur Batman dans les années 1950, ont remis en cause la véritable influence qu'a pu avoir Bob Kane dans les histoires de Batman.
Entre 1956 et 1964, Batwoman n'apparaît que très peu dans les histoires de Batman. Batman souhaitait que Kathy mette un terme à sa carrière à cause du danger de cette fonction. Néanmoins, elle restera une alliée. En 1961, on voit apparaître Betty Kane, la Bat-Girl, aux côtés de Batwoman. 
En 1964, DC, sous l'impulsion de Julius Schwartz, laisse tomber Batwoman ainsi que d'autres personnages, dont Bat-Girl, Ace, le Bat-chien, et Bat-Mite, des personnages trop "ridicules". Cependant, Batwoman apparaît dans quelques histoires de World's Finest. Dans les années 1970, Batwoman est de plus en plus discrète. 
À la suite de Crisis on Infinite Earths, de gros retours de continuité sont effectués. Les origines de Batwoman sont fortement modifiées. Kathy Kane a bien existé mais ne fut jamais Batwoman dans l'univers Post-Crisis.
Enfin, après Infinite Crisis, lors de la maxi-série Infinite Crisis : 52, une nouvelle Batwoman apparait.

### Origine du nom
Batwoman est la féminisation de Batman.

## Publications
- 52 (52 épisodes, Geoff Johns, Grant Morrison, Greg Rucka, Mark Waid, Panini Comics, 2006)

## Œuvres où le personnage apparaît

### Films
- The Wild World of Batwoman (en) de Jerry Warren (en) (1966)
- Batwoman, La mujer murcielago de René Cardona (1968)[7]
- Batwoman & Robin (Jun Aristorenas, 1972) avec Virginia Aristorenas
- Batwoman & Robin contre la Reine des Vampires (Jun Aristorenas, 1972) avec Virginia Aristorenas

### Film d'animations
- Batman : La Mystérieuse Batwoman (Curt Geda, Tim Maltby, 2003) avec Kyra Sedgwick (VF : Véronique Desmadryl). Dans ce film, il s'agit d'une nouvelle Batwoman qui n'a rien à voir avec les Batwomans des comics.

- Batman : Mauvais Sang (Jay Oliva, 2016) avec Yvonne Strahovski (VF : Véronique Desmadryl). Kate Kane est une amie de Dick Grayson. Jeune, elle a été prise en otage avec sa mère et sa sœur par des terroristes, elle sera la seule survivante. Après avoir rejoint l'armée pendant un temps, elle deviendra alcoolique et sera sauvée par Batman de délinquants. Ne voulant plus être sauvée par quiconque, elle deviendra Batwoman. Ses méthodes sont plus violentes que celles de Batman, et n'hésite pas à se servir d'armes à feu, ce que le chevalier noir désapprouve.
- Lego DC Batman : Une histoire de famille (Matt Peters, 2019). Dans ce film, la deuxième Batwoman, Katherine Kane, apparaît au côté du reste de la Bat-Family.

### Télévision
- Batman : L'Alliance des héros (Batman: The Brave and the Bold, James Tucker, 2008-2011) avec Vanessa Marshall (VF : Laura Préjean)
- Elle a été introduite dans le cross-over annuel de l'Arrowverse en automne 2018, avant d'avoir sa propre série[8].
  - À partir de la seconde saison, la série introduit une nouvelle Batwoman inédite sous le nom de Ryan Wilder.
- La Ligue des justiciers : Nouvelle Génération (Young Justice, Greg Weisman, Brandon Vietti, 2019)